# 领袖1935
《领袖1935》（英語：The Legend of 1935）是中国大陆剧情片，导演是周琦、马德林，编剧是雷献和、谭仲池、王敏，主演是王晖、刘劲、王伍福、吴京安。2017年3月28日在中国大陆上映。该片是纪念红军长征胜利80周年献礼片。

## 剧情
1935年1月15日，日本帝国制造了“察东事件”，旋即侵占华北，此时，中华民国总统蒋介石派遣20多万军队把中国共产党领导的中国工农红军围困在贵州省、云南省、四川省的山区。红军冲破围剿之后，转入贵州省遵义市，中共中央召开政治局扩大会议，纠正博古、李德等人“左”倾错误，确立了毛泽东的领导地位，该片讲述了毛泽东领导红军冲破围堵，北渡长江的事迹。

## 演出
| 演员   | 角色   | 备注                                                                                               |
| 王晖   | 毛泽东 | 中华苏维埃共和国主席，因反对博古、李德遭到免去红军内一切职务，在遵义会议上增补中共中央政治局常委。 |
| 刘劲   | 周恩来 | 中共中央政治局常委，中央委托的指挥军事的最后负责人，“三人团”之一。                                 |
| 王伍福 | 朱德   | 中共中央政治局委员，中革军委主席，中国工农红军总司令。                                             |
| 吴京安 | 蒋介石 | 中华民国总统。                                                                                     |
| 脱一然 | 张闻天 | 中共中央政治局常委，中华苏维埃人民委员会主席。                                                     |
| 徐雷智 | 博古   | 中共中央政治局常委，临时中央总负责人，“三人团”之一。                                               |
| 刘奕   | 凯丰   | 中共中央政治局候补委员，遵义会议上支持博古、李德。                                                 |
| 尹键   | 王稼祥 | 中共中央政治局候补委员，中革军委副主席。                                                           |
| 乐垚贝 | 贺子珍 | |
|        | 李德   | 德国共产党人，中共临时中央军事顾问，“三人团”之一。                                                 |

## 制作
2016年7月16日，该片在云南省威信县“扎西会议”旧址开机。

## 评价
豆瓣评分2.7分。

## 外部连接
- 豆瓣电影上《领袖1935》的資料 （简体中文）
- 时光网上《领袖1935》的資料（简体中文）